# Společnost Bernarda Bolzana
Společnost Bernarda Bolzana z. s. vznikla v roce 1991 pod názvem Nadace Bernarda Bolzana jako mezinárodní platforma intelektuálně-politické diskuze. Od svého založení se zabývala prohlubováním česko-německých vztahů. Diskuze tehdy probíhaly v rámci tzv. Jihlavských rozhovorů, které významnou měrou přispěly ke schválení Česko-německé deklarace v roce 1997. Nadace tehdy vydávala sborníky, které tento historický proces dokumentovaly. Na organizaci každoročních setkání se podílely osobnosti kolem Petra Pitharta a Jaroslava Šabaty ve spolupráci s Ackermann-Gemeinde. Mezi hlavní aktéry Nadace a Jihlavských rozhovorů patřili např. Petr Prouza, Jiří Gruša, Anton Otte, Franz Olbert, Erhard Busek a mnozí další.
V roce 2004 byla ustavena Společnost Bernarda Bolzana. Od roku 2007 se konference konají v Brně jako Dialog uprostřed Evropy, příp. Brněnské sympozium. Těžiště Dialogu se rozšířilo z česko-německých vztahů na celý středoevropský region. Na konferencích nejčastěji vystupují osobnosti z vědy, politiky, církví, publicistiky a občanské společnosti z ČR, Německa, Slovenska, Rakouska, Polska a Maďarska. Tradiční součástí každoročních sympozií je také Evropská studentská esejistická soutěž a česko-německá bohoslužba. V roce 2025 obdržela Společnost Bernarda Bolzana medaili Za zásluhy o diplomacii od Ministerstva zahraničních věcí ČR za mimořádný přínos k prohlubování mírového dialogu v Evropě a ve světě.
Myšlenkově vychází Společnost Bernarda Bolzana z bohemismu osvícenského učence a kněze Bernarda Bolzana (1781–1848), považující etnické a jiné identity za obohacující a nikoliv rozdělující společenský prvek. Sdružuje lidi různého politického přesvědčení, národnosti nebo vyznání.